# Российский комитет тюркологов
Росси́йский комите́т тюрко́логов (РКТ) — научно-координационный орган при Отделении историко-филологических наук Российской академии наук (РАН). Правопреемник Советского комитета тюркологов, в становлении которого большую роль сыграли крупные учёные: акад. А. Н. Кононов, д.фил.н. П. А. Азимов, д.фил.н. Г. Х. Ахатов, д.фил.н. Н. З. Гаджиева, член-корр. РАН Э. Р. Тенишев (председатель комитета до 2004 года) и др.
Комитет объединяет российских учёных, работающих в области тюркологии в учреждениях РАН и её филиалах, академиях наук республик в составе Российской Федерации, в высших учебных заведениях. В настоящее время председателем Российского комитета тюркологов является д.фил.н. И. В. Кормушин (Институт языкознания РАН, Москва), заместитель председателя — член-корр. РАН А. В. Дыбо, учёный секретарь — к.фил.н. З. Н. Экба.

## Цели и задачи
1. Координация и разработка основных направлений научно-исследовательских работ в области тюркологии.
2. Осуществление научных и организационных связей с обществами и организациями тюркологов (востоковедов) зарубежных стран.
3. Подготовка к участию в международных конгрессах, симпозиумах и конференциях тюркологов, издание материалов международных конгрессов и симпозиумов тюркологов, проводимых в Российской Федерации.
4. Разработка предложений о программах и участии российских ученых в международных конгрессах, симпозиумах и конференциях.
5. Информирование о ведущихся в России и зарубежных странах исследованиях и последних достижениях в области тюркологии, представляющей собой совокупность научных дисциплин, изучащих языки, литературы¸ фольклор, этнографию, историю народов и этнических групп, относящихся к тюркской языковой семье.

## Журнал «Российская тюркология»
Комитетом издаётся научный журнал «Российская тюркология» (главный редактор — Д. М. Насилов). Он специализируется на  исследованиях тюркских и, шире, алтайских языков, диалектов и связанных с ними материальной и нематериальной культур, в том числе — палеографией и археологией, устным народным творчеством и мифологией, социолингвистикой и языковым строительством.
Издание представляется как наследие журнала «Советская тюркология», выходившего в 1970–1990 гг. в качестве научно-теоретического печатного органа двух академий — Академии наук СССР и Академии наук Азербайджанской ССР. После 1991 г. В Азербайджане издаётся журнал «Türkologiya». Оба журнала претендуют на правопреемство с советским изданием, но окончательного вывода по приоритету так и не представили. Учредителями журнала «Российская тюркология» являются Институт языкознания РАН и Российский комитет тюркологов при ОИФН РАН.
Журнал издается с 2009 г., дважды в год, сдвоенными номерами (т.е., по 4 номера в год). 
В 2009–2019 гг. издавался в двух версиях — печатной и электронной. До 2016 г. включительно города издания журнала — Москва—Казань, с 2018 г. — Москва. С 2020 г. журнал издаётся в виде pdf-страниц.